# Gianmaria Bruni
Gianmaria "Gimmi" Bruni (Róma, 1981. május 30. –) olasz autóversenyző.

## Pályafutása
1998-ban az olasz, majd 1999-ben az európai Formula Renault-sorozat bajnoka volt. Az Európa-bajnokságot Antônio Pizzonia és Baumgartner Zsolt előtt nyerte meg.
2000-ben és 2001-ben a brit Formula–3-as sorozat futamain vett részt. Mind a két évben ötödikként zárt a pontversenyben. Ez időszak alatt elindult olyan Formula–3-as versenyeken is, mint a Masters of Formula–3, és a makaói nagydíj.
2002-ben és 2003-ban az Euro Formula–3000-es szériában versenyzett. A 2003-as szezont összetett harmadikként zárta.

### Formula–1
2003 júliusában a Formula–1-es Minardi-istálló tesztpilótája lett. Bruni a világbajnokság utolsó öt versenyének pénteki tesztnapján szerepelt a csapat autójában. A 2004-es szezonban a csapat versenyzője volt Baumgartner Zsolt mellett. Az év folyamán egyszer sem ért célba a legjobb tíz között, végül pont nélkül zárt az összetettben.

### GP2
2005-ben, a Coloni Motorsport versenyzőjeként debütált a GP2-es szériában. A szezon második versenyhétvégéjén megnyerte a spanyol főversenyt, majd második lett a monacói futamon. Ezt követően mindössze kétszer végzett pontot érő helyen az idényben.
A 2006-os szezont a Trident Racing-nél teljesítette. Két futamgyőzelmet szerzett az évben, végül hetedik lett a pontversenyben.

## Eredményei

### Teljes Formula–1-es eredménysorozata
(Táblázat értelmezése)

(Félkövér: pole-pozícióból indult; dőlt: leggyorsabb kört futott) 

| Év   | Csapat  | Modell        | Motor        | 1      | 2      | 3      | 4      | 5      | 6      | 7      | 8      | 9      | 10     | 11     | 12     | 13     | 14     | 15     | 16     | 17     | 18     | Helyezés | Pontok |
| ---- | ------- | ------------- | ------------ | ------ | ------ | ------ | ------ | ------ | ------ | ------ | ------ | ------ | ------ | ------ | ------ | ------ | ------ | ------ | ------ | ------ | ------ | -------- | ------ |
| 2003 | Minardi | Minardi PS03  | Cosworth V10 | AUS    | MAL    | BRA    | SMR    | ESP    | AUT    | MON    | CAN    | EUR    | FRA    | GBR    | GER Tp | HUN Tp | ITA Tp | USA Tp | JPN Tp |        |        | -        | -      |
| 2004 | Minardi | Minardi PS04B | Cosworth V10 | AUS Ki | MAL 14 | BHR 17 | SMR Ki | ESP Ki | MON Ki | EUR 14 | CAN Ki | USA Ki | FRA 18 | GBR 16 | GER 17 | HUN 14 | BEL Ki | ITA Ki | CHN Ki | JPN 16 | BRA 17 | 25.      | 0      |

### Teljes GP2-es eredménylistája
(Táblázat értelmezése)

(Félkövér: pole-pozícióból indult; dőlt: leggyorsabb kört futott) 

| Év   | Csapat            | 1         | 2         | 3         | 4          | 5          | 6          | 7          | 8          | 9          | 10         | 11         | 12         | 13         | 14         | 15        | 16         | 17        | 18         | 19         | 20         | 21         | 22         | 23         | Helyezés | Pont |
| ---- | ----------------- | --------- | --------- | --------- | ---------- | ---------- | ---------- | ---------- | ---------- | ---------- | ---------- | ---------- | ---------- | ---------- | ---------- | --------- | ---------- | --------- | ---------- | ---------- | ---------- | ---------- | ---------- | ---------- | -------- | ---- |
| 2005 | Coloni Motorsport | SMR FEA 4 | SMR SPR 4 | ESP FEA 1 | ESP SPR Ki | MON FEA 2  | EUR FEA 8  | EUR SPR Ki | FRA FEA 18 | FRA SPR 11 | GBR FEA 7  | GBR SPR 11 | GER FEA Hn | GER SPR 14 | HUN FEA 10 | HUN SPR 8 | TUR FEA Ki | TUR SPR 9 | ITA FEA    | ITA SPR    |            |            |            |            | 10.      | 35   |
| 2005 | Durango           |           |           |           |            |            |            |            |            |            |            |            |            |            |            |           |            |           |            |            | BEL FEA Ki | BEL SPR 16 | BHR FEA Ki | BHR SPR 14 | 10.      | 35   |
| 2006 | Trident Racing    | VAL FEA 6 | VAL SPR 5 | SMR SPR 1 | SMR SPR Ki | EUR FEA Ki | EUR SPR 16 | ESP FEA Ki | ESP SPR 17 | MON FEA Ki | GBR FEA Ki | GBR SPR 15 | FRA FEA Ki | FRA SPR Ki | GER FEA 1  | GER SPR 6 | HUN FEA Ki | HUN SPR 8 | TUR FEA Ki | TUR SPR 15 | ITA FEA Ki | ITA SPR 9  |            |            | 7.       | 33   |

### Le Mans-i 24 órás autóverseny
| Év   | Csapat            | Csapattárs                            | Autó                   | Kategória | Kör | Összetett Helyezés | Kategória Helyezés |
| ---- | ----------------- | ------------------------------------- | ---------------------- | --------- | --- | ------------------ | ------------------ |
| 2008 | Risi Competizione | Mika Salo Jaime Melo                  | Ferrari F430 GT2       | GT2       | 326 | 19.                | 1.                 |
| 2009 | AF Corse          | Luís Pérez Companc Matías Russo       | Ferrari F430 GT2       | GT2       | 317 | 26.                | 6.                 |
| 2010 | Risi Competizione | Jaime Melo Pierre Kaffer              | Ferrari F430 GT2       | GT2       | 116 | Kiesett            | Kiesett            |
| 2011 | AF Corse          | Giancarlo Fisichella Toni Vilander    | Ferrari 458 Italia GT2 | GTE Pro   | 314 | 13.                | 2.                 |
| 2012 | AF Corse          | Giancarlo Fisichella Toni Vilander    | Ferrari 458 Italia GT2 | GTE Pro   | 336 | 17.                | 1.                 |
| 2013 | AF Corse          | Giancarlo Fisichella Matteo Malucelli | Ferrari 458 Italia GT2 | GTE Pro   | 311 | 21.                | 6.                 |
| 2014 | AF Corse          | Giancarlo Fisichella Toni Vilander    | Ferrari 458 Italia GT2 | GTE Pro   | 339 | 13.                | 1.                 |
| 2015 | AF Corse          | Giancarlo Fisichella Toni Vilander    | Ferrari 458 Italia GT2 | GTE Pro   | 330 | 25.                | 3.                 |
| 2016 | AF Corse          | James Calado Alessandro Pier Guidi    | Ferrari 488 GTE        | GTE Pro   | 179 | Kiesett            | Kiesett            |
| 2018 | Porsche GT Team   | Richard Lietz Frédéric Makowiecki     | Porsche 911 RSR        | GTE Pro   | 343 | 16.                | 2.                 |
| 2019 | Porsche GT Team   | Richard Lietz Frédéric Makowiecki     | Porsche 911 RSR        | GTE Pro   | 342 | 21.                | 2.                 |
| 2020 | Porsche GT Team   | Richard Lietz Frédéric Makowiecki     | Porsche 911 RSR-19     | GTE Pro   | 335 | 31.                | 5.                 |
| 2021 | Porsche GT Team   | Richard Lietz Frédéric Makowiecki     | Porsche 911 RSR-19     | GTE Pro   | 343 | 23.                | 4.                 |
| 2022 | Porsche GT Team   | Richard Lietz Frédéric Makowiecki     | Porsche 911 RSR-19     | GTE Pro   | 350 | 28.                | 1.                 |